# Gondrexange
Gondrexange é uma comuna francesa na região administrativa de Grande Leste, no departamento de Mosela. Estende-se por uma área de 22,88 km². Em 2010 a comuna tinha 503 habitantes (densidade: 22 hab./km²).